# Bisbat d'Assís-Nocera Umbra-Gualdo Tadino
El bisbat d'Assís-Nocera Umbra-Gualdo Tadino (italià: diocesi di Assisi-Nocera Umbra-Gualdo Tadino; llatí: Dioecesis Assisiensis-Nucerina-Tadinensis) és una diòcesi sufragània de l'Arquebisbat de Perusa-Città della Pieve de l'Església catòlica que pertany a la regió eclesiàstica Úmbria. El 2012 tenia 84.300 batejats d'un total de 88.600 habitants. Actualment està regida per l'arquebisbe (a títol personal) Domenico Sorrentino.

## Territori

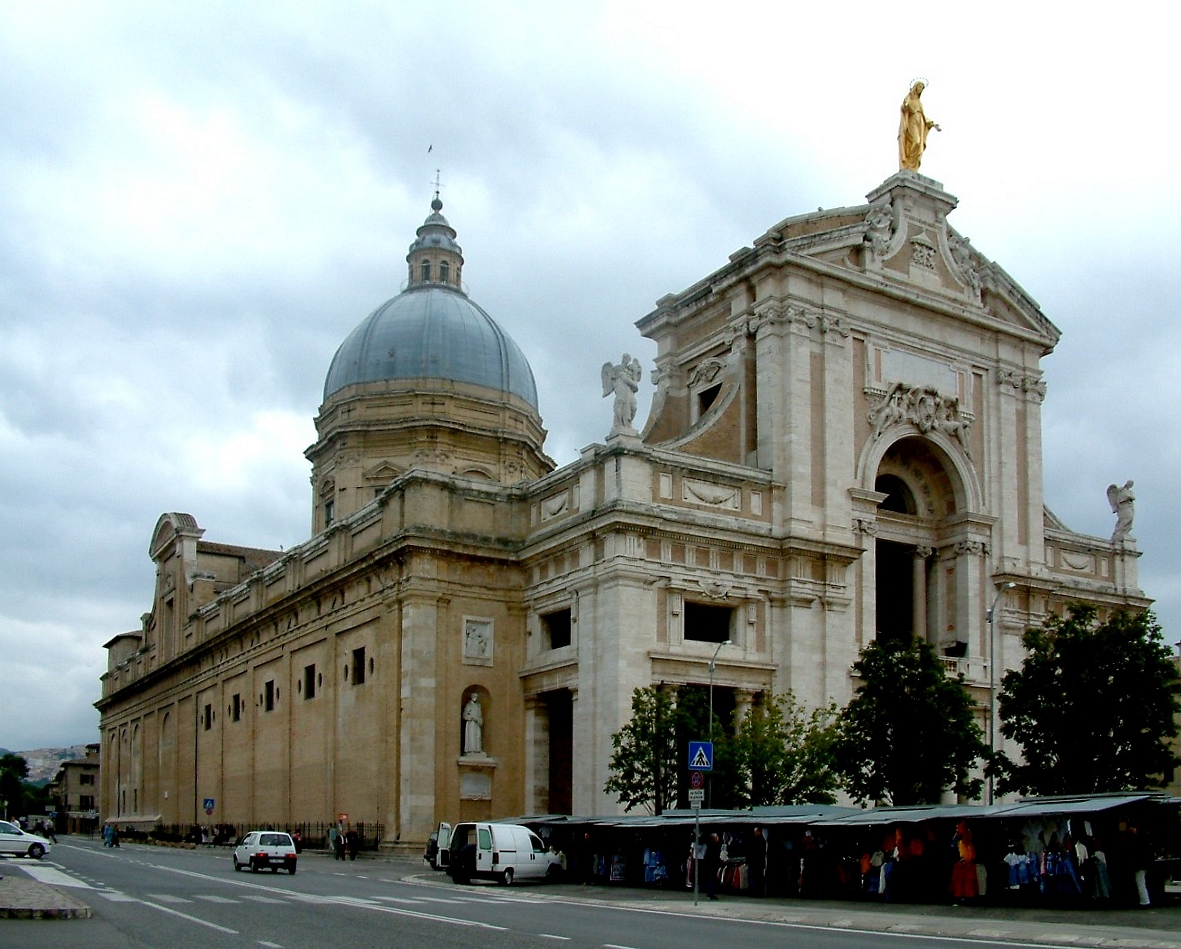
La basílica de Santa Maria dels Àngels

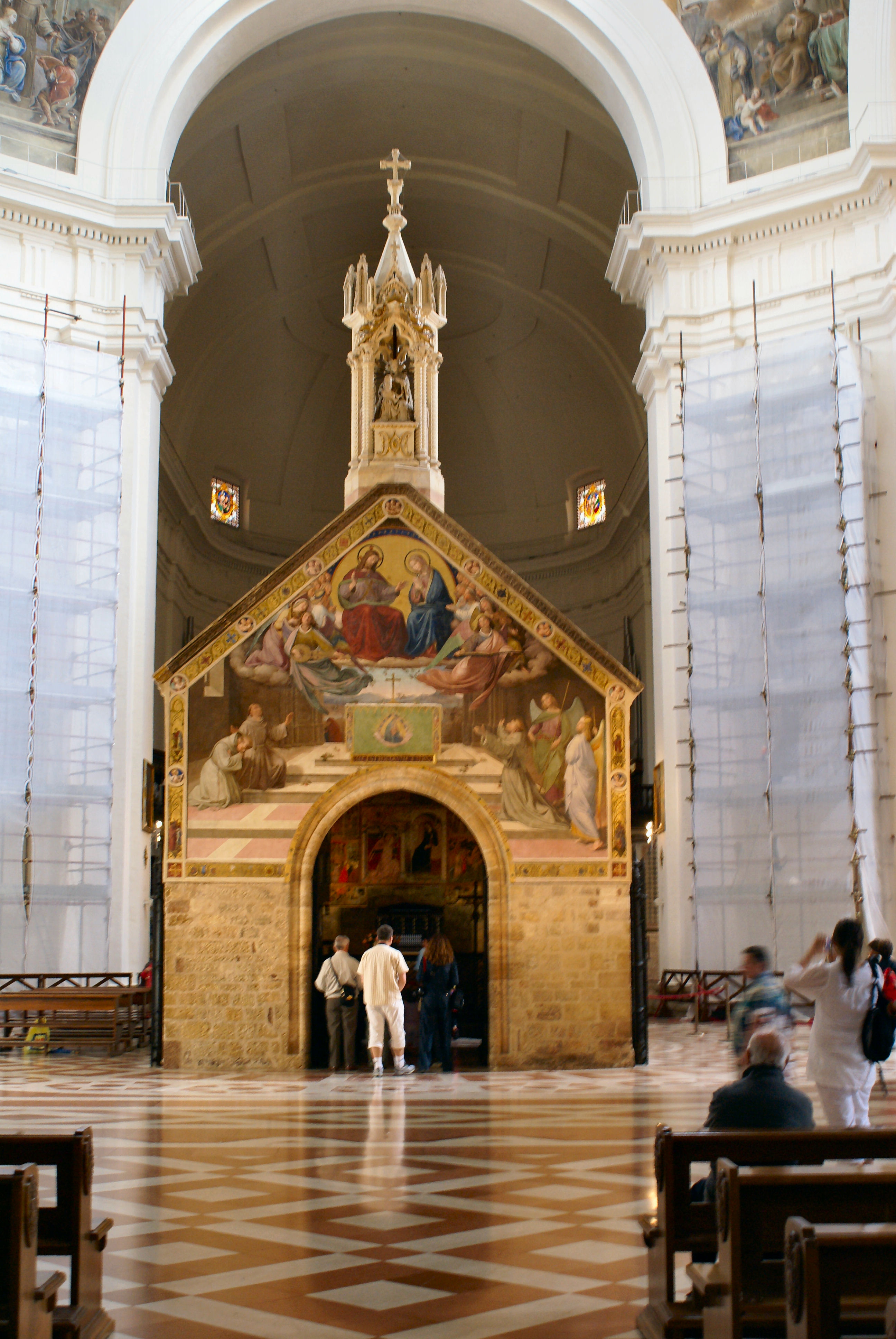
La Porciúncula

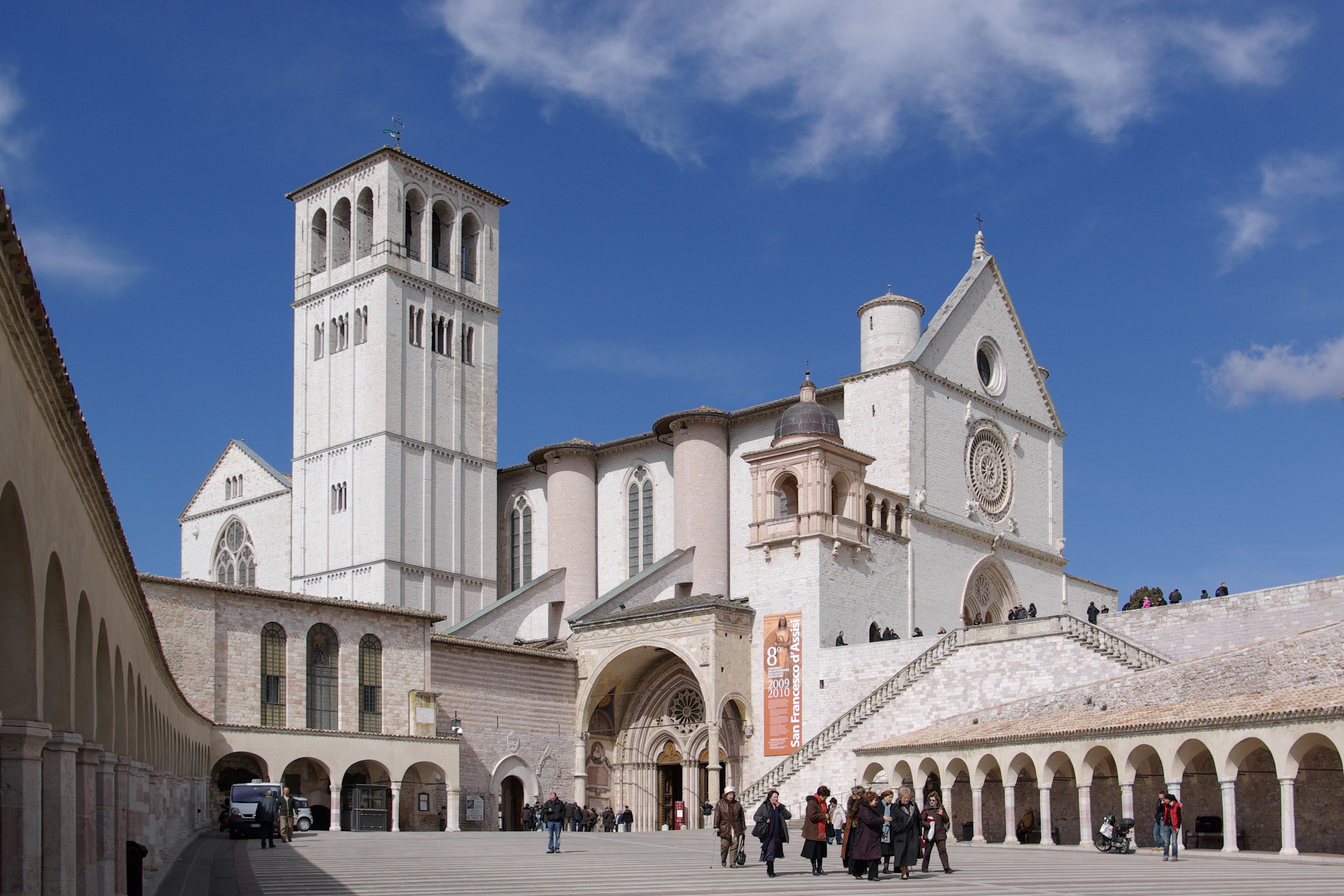
La Basílica de Sant Francesc d'Assís

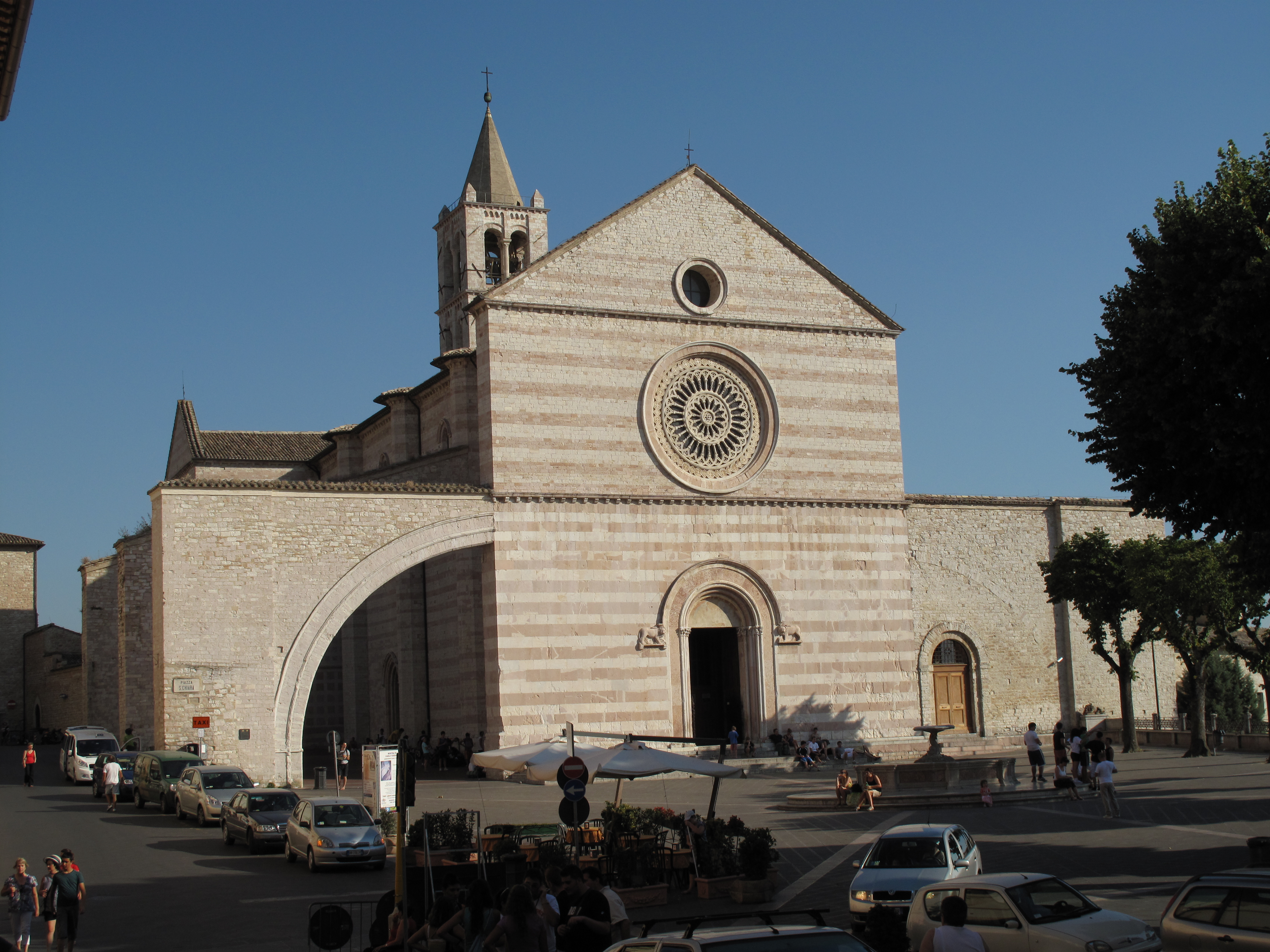
La basílica de Santa Clara

La diòcesi comprèn els municipis d'Assís, Nocera Umbra, Gualdo Tadino, Bettona, Fossato di Vico, Sigillo, Bastia Umbra i Cannara.
La seu episcopal es troba a la ciutat d'Assís, on es troba la catedral de Sant Rufí. A Nocera Umbra hi ha la cocatedral de Santa Maria Assumpta i a Gualdo Tadino la de Sant Benet.
El territori està dividit en 63 parròquies, agrupades en 5 vicariats.
Assís és cèlebre per ésser la ciutat natal de Sant Francesc; tots els llocs relacionats amb ell han estat preservats o transformats en santuaris. Entre aquests està la basílica de Santa Maria dels Àngels, construïda sobre el model de la basílica de Sant Pere de Roma pel Papa Pius V i sobre la Porciúncula, bressol de l'orde franciscà i on morí Francesc.
Les restes del sant es troben a la basílica papal de Sant Francesc, la primera pedra de la qual va posar-se el 25 de juliol de 1228 pel Papa Gregori IX i consagrada per Innocenci IV el 1253. La basílica està constituïda per 3 santuaris sobreposats, i és una de les primeres esglésies gòtiques d'Itàlia.
Altres esglésies de la diòcesi d'Assís són l'església Nova, construïda sobre la casa natal de Francesc i finançada pel rei Felip III d'Espanya el 1615; la basílica de Santa Clara, construïda al segle xiii i que custòdia les restes de Santa Clara, fundadora, juntament amb Sant Francesc, de l'orde de les Clarisses. El convent de Sant Damià, del qual Clara n'era abadessa, es troba per damunt de la ciutat.

## Història

### Diòcesi d'Assís
La diòcesi va ser creada al segle iii. La primera predicació cristiana a Assís va ser, segons la tradició, feta per sant Crispolto, bisbe de Bettona, que patí martiri sota l'emperador Maximià. Segons la tradició, els tres primers bisbes de la seu d'Assís són tres màrtirs: Rufí, patró de la diòcesi, Vitorí i Sabí. L'existència dels bisbes Basili i Deodat és incerta.
Avenzio, el primer bisbe contrastat històricament, es troba vers el segle vi, intercedint davant Tòtil en nom dels assisiencs, evitant el saqueig de la ciutat per part de l'exèrcit ostrogot en marca contra Roma.
Molts dels bisbes successius van ser presents als diversos concilis. Al 659 el Papa Martí I requerí la presència del bisbe Aquilí al concili convocat al Laterà per formular decrets contra el Monotelisme.
En els segles vii i viii Assís va caure sota el domini dels ducs llombards, i al 773 va ser destruïda per Carlemany, qui posteriorment la reconstruiria, netejant-la d'arrians i dels que donaven suport als llombards. En aquells anys es construí la fortalesa d'Assís, augmentant el poder militar i la importància de la ciutat.
El bisbe Ugo (1036-1050) traslladà la catedral a l'església de Sant Rufí, construïda sobre on es veneraven les restes del sant.
Durant la segona meitat del segle xvi es fundà el seminari d'Assís, però no va ser fins al 1602 que trobà una seu estable, gràcies als esforços del bisbe Marcello Crescenzi.
El bisbe Giuseppe Placido Nicolini, durant l'ocupació alemanya, va amagar i protegir més de 300 jueus. Per la seva acció heroica és reconegut com a Just entre les Nacions a Yad Vashem.

### Diòcesi de Nocera i de Tadinum
La diòcesi de Tadinum va ser erigida al segle iv o al V. Segons la tradició, l'evangelització del territori és atribuïda al bisbe Felicià de Foligno. D'aquesta seu es coneixen dos bisbes: san Facondí i Gaudenci; per una carta del Papa Gregori Magne se sap que al 599 la diòcesi estava vacant i que el Pontífiex convidà el bisbe Gaudioso de Gubbio perquè elegís com a bisbe una persona idònia. Destruïda en diverses ocasions pels gots, pels llombards i, finalment, pels sarraïns, la diòcesi finalment va ser absorta per al de Nocera durant el segle xi.
Segons la tradició, la diòcesi de Nocera Umbra va ser erigida al segle v. L'historiador Lanzoni considera que la diòcesi no és anterior al segle x, i que els bisbes atribuïts a aquesta seu ho serien de la diòcesis de Nocera a Campània o a la de Tadinum. A la "Vita" de san Reinald, bisbe de Nocera mort el 1217, s'afirma que els tadinats es van refugiar a Nocera quan la seva ciutat va ser destruïda, i que el Papa (no esmenta el nom) erigí Nocera en diòcesi traslladant les antigues seus suprimides de Tadino, de Plestia, de Sentinum (Sassoferrato) i d'Usentis (d'identificació incerta).
Després de la destrucció de Nocera el 1248 per la mà de l'emperador Frederic II, el bisbe, fugint amb els seus preveres, fixà la seu episcopal de la diòcesi durant 40 anys a la canònica de San Facundí, prop de Gualdo Tadino.
El 1569 el bisbe Girolamo Mannelli instituí el seminari diocesà.
El 2 de gener de 1915 la diòcesi de Nocera Umbra prengué el nom de diòcesi de Nocera Umbra i Gualdo Tadino, en record de l'antiga diòcesi de Tadinum. L'església de Sant Benet, que el Papa Pius IX havia elevat al rang de col·legiata, esdevingué catedral «honoris tantum causa». El 1980 va ser elevada per Joan Pau II a basílica menor.

### Bisbat d'Assís-Nocera Umbra-Gualdo Tadino
El 15 d'agost de 1972 les dues diòcesis, fins a aquell moment immediatament subjectes a la Santa Seu, van passar a formar part de la província eclesiàstica de l'arquebisbat de Perusa.
El 12 de desembre de 1974 Dino Tomassini va ser nomenat bisbe de les dues diòcesis, quedant unides in persona episcopi.
El 1984 la diòcesi de Nocera Umbra-Gualdo Tadino cedí més de 40 parròquies que es trobaven a les Marques a les diòcesis veïnes: Fabriano, Pergola, Camerino i Senigallia.
El 30 de setembre de 1986, mitjançant el decret de la Congregació pels Bisbes Instantibus votis, s'establí la unió plena de la diòcesi d'Assís i de Nocera Umbra-Gualdo Tadino, i la nova circumscripció eclesiàstica assumí el nom actual.

## Episcopologi
Bisbes d'Assís
- San Rufí ? † (? - 238 mort)
- San Vittorino ? † (? - vers 240 mort)
- San Sabino ? † (? - vers 303 mort)
- Basilio ? † (mencionat el 412 ?)
- Deodato ? † (mencionat el 540 ?)
- Avenzio † (mencionat el 547)
- Ildefonso ? † (mencionat vers el 600)
- Aquilino † (mencionat el 649)
- Pascasio † (mencionat vers el 800)
- Maio † (inicis del'821 - dopo l'826)
- Bencreato † (mencionat el 850 ?)
- Ivo (o Ibone) † (mencionat el 853)
- Pietro ? † (mencionat el 950)
- Eremedio † (mencionat el 963)
- Ingizo † (mencionat el 967)
- Leone † (mencionat el 985)
- Giorgio † (inicis de 1015 - finals de 1018)
- Guglielmo † (mencionat el 1019)
- Ugo † (inicis de 1028 - 1059)
- Agino † (1059 - finals de 1072)
- Drago † (mencionat el 1080 vers)
- Ranieri † (mencionat el 1107 o 1117)
- Chiarissimo † (inicis de 1126 - finals de 1134)
- Ildebrando † (mencionat el 1144)
- Rufino II † (mencionat el 1179)
- Guido I † (inicis de 1182 - finals de 1198)
- Guido II † (inicis de 1204 - finals de 1228)
- Matteo † (inicis de 1236 - finals de 1237)
- Morico † (27 d'octubre de 1238 - ?)
- Crescenzio Grizi, O.F.M. † (1247 - ? dimití)
- Niccolò de Carbio, O.F.M. † (20 d'agost de 1250 - ?)
- Iluminato di Chieti, O.F.M. † (23 de juliol de 1274 - 1281 mort)
- Simone Offreduzzi, O.F.M. † (10 de març de 1282 - 1295 dimití)
- Teobaldo Pontano, O.F.M. † (13 de febrer de 1296 - 1329 mort)
- Corrado † (11 d'octubre de 1329 - 1337 mort)
- Pastore di Serrascuderio, O.F.M. † (1 d'octubre de 1337 - 27 de gener de 1339 nomenat arquebisbe d'Embrun)
- Niccolò Fucci, O.F.M. † (15 de març de 1339 - 1348 mort)
- Bertrando Escarpiti, O.F.M. † (14 d'agost de 1348 - ? mort)
- Bertrando Atger, O.F.M. † (18 de desembre de 1357 - 24 de gener de 1368 nomenat bisbe de Glandèves)
- Giacomo Annibaldi, O.F.M. † (24 de gener de 1368 - 1369 mort)
- Tommaso Racani, O.F.M. † (29 de gener de 1369 - 1374 mort)
- Nicolò Sperelli, O.F.M. † (vers 1374 - ?)
  - Ludovico di Francesco, O.F.M. † (29 de novembre de 1378 - ?) (antibisbe)
- Ermanno Baglioni † (inicis de 1385 - inicis de 1387 mort)
- Edoardo Michelotti † (1388 - 1390 deposto)
- Andrea Galeazzi, O.F.M. † (10 d'octubre de 1390 - 1404 nomenat bisbe de Montefiascone)
- Giacomo d'Antiochia † (27 de febrer de 1404 - 1405 dimití, rinomenat bisbe de Sora)
- Nicolò Vannini, O.F.M. † (4 de febrer de 1405 - 1411 deposto)
- Benedetto Vanni de Attoni, O.S.B. † (1411 - 1419 dimití)
- Nicolò Vannini, O.F.M. † (23 d'abril de 1419 - 1429 mort)
- Damiano Buselli, O.F.M. † (26 d'agost de 1429 - 1444 dimití)
- Francesco Oddi † (4 de novembre de 1444 - 1456 ? mort)
- Carlo Nepi † (1 d'octubre de 1456 - 10 d'octubre de 1473 mort)
- Andrea Egidi, O.F.M. † (26 de novembre de 1473 - 1474 mort)
- Barnaba Bennati † (9 de gener de 1475 - 10 d'agost de 1483 dimití)
- Francesco Insegna, O.F.M. † (10 d'agost de 1483 succeduto - 10 de desembre de 1495 mort)
- Geremia Contugi † (8 de febrer de 1496 - 1509 dimití)
  - Zaccaria Contugi † (16 de desembre de 1509 - 15 de gener de 1526 mort) (administrador apostòlic)
  - Silvio Passerini † (19 de gener de 1526 - 20 d'abril de 1529 mort) (administrador apostòlic)
- Angelo Marzi † (10 de novembre de 1529 - 1541 dimití)
- Angelo Archilegi † (4 de febrer de 1541 - 2 de maig de 1543 mort)
- Ludovico Magnaschi di Santa Fiora † (6 de juliol de 1543 - 1552 mort)
- Tiberio Muti † (9 de març de 1552 - 1554 dimití)
- Galeazzo Roscio † (8 d'octubre de 1554 - 16 d'octubre de 1563 mort)
- Filippo Geri † (1 de març de 1564 - 1575 mort)
- Antonio Lorenzini † (2 de desembre de 1575 - 1577 mort)
- Giovanni Battista Brugnatelli † (21 de juny de 1577 - 1591 mort)
- Marcello Crescenzi † (13 de novembre de 1591 - 13 d'agost de 1630 mort)
- Tegrimo Tegrimi † (23 de setembre de 1630 - 13 de març de 1641 mort)
- Malatesta Baglioni † (16 de setembre de 1641 - 11 de febrer de 1648 mort)
  - Sede vacante (1648-1653)
- Paolo Emilio Rondinini † (5 de maig de 1653 - 16 de setembre de 1668 mort)
- Ludovico Giustiniani, O.S.M. † (1 de setembre de 1670 - 20 de juny de 1685 mort)
- Francesco Nerli † (1 d'octubre de 1685 - inicis de 12 de novembre de 1689 dimití)
- Carlo Salvatori † (28 de novembre de 1689 - 13 d'abril de 1692 mort)
- Giovanni Vincenzo Lucchesini, O.S.M. † (13 d'abril de 1693 - d'abril de 1698 mort)
- Ottavio Spader, O.F.M. † (19 de desembre de 1698 - 24 de març de 1715 mort)
- Ruggero Giacobetti † (29 de maig de 1715 - 3 de maig de 1716 mort)
- Simone Marco Palmerini † (1 de juliol de 1716 - 2 d'octubre de 1731 mort)
- Giovanni Battista Rondoni † (31 de març de 1732 - 12 de setembre de 1735 mort)
- Ottavio Ringhieri † (11 d'abril de 1736 - 8 de gener de 1755 mort)
- Nicola Sermattei † (17 de març de 1755 - 11 de març de 1780 mort)
- Carlo Zangari † (18 de setembre de 1780 - 31 de març de 1796 mort)
- Francesco Maria Giampè † (27 de juny de 1796 - 8 de març de 1827 mort)
- Gregorio Zelli, O.S.B. † (21 de març de 1827 - 2 de juliol de 1832 nomenat bisbe d'Ascoli Piceno)
- Domenico Secondi, O.F.M. † (2 de juliol de 1832 - 5 de juny de 1841 dimití)
- Carlo Giuseppe Peda, B. † (12 de juliol de 1841 - 21 de juliol de 1843 mort)
- Luigi Landi-Vittorj † (22 de gener de 1844 - 25 d'agost de 1867 mort)
  - Sede vacante (1867-1872)
- Paolo Fabiani † (23 de febrer de 1872 - 17 de maig de 1880 mort)
- Peregrini Tofoni † (20 d'agost de 1880 - 31 de gener de 1883 mort)
- Gaetano Lironi † (15 de març de 1883 - 30 de maig de 1889 mort)
- Nicanore Priori † (30 de desembre de 1889 - 15 de desembre de 1895 mort)
- Luigi De Persiis † (22 de juny de 1896 - 31 d'octubre de 1904 mort)
- Ambrogio Luddi † (27 de febrer de 1905 - 22 de desembre de 1927 ritirato)
- Giuseppe Placido Nicolini, O.S.B. † (22 de juny de 1928 - 25 de novembre de 1973 mort)
- Dino Tomassini † (12 de desembre de 1974 - 30 de juliol de 1980 mort)
- Sergio Goretti † (14 de desembre de 1980 - 30 de setembre de 1986 nomenat bisbe de Assisi-Nocera Umbra-Gualdo Tadino)

Bisbes de Nocera
- Felice † (inicis de 402 vers - finals de 417)
- Celio Lorenzo † (499 - finals de 501)
- Luitardo † (mencionat el 826)[5]
- Racimperto † (inicis de 844 – finals de 853)
- Severino † (mencionat el 887)
- Benedetto † (mencionat el 900)
- Giuliano † (inicis de 967 - finals de 968)
- Romano, O.S.B. † (1020 - ?)
- Dodone † (inicis de 1027 - finals de 1028)
- Ludovico † (mencionat el 1057)
- Agostino † (mencionat el 1110)
- Lotario, O.S.B. † (vers 1125 - vers 1130 mort)
- Lorenzo † (1130 - finals de 1131)
- Monaldo de Actis † (1144 - 1154 mort)
- Offredo de Actis † (1154 - 1160 mort)
- Anselmo † (21 de gener de 1161 - 1196 dimití)
- Ugone Trinci † (1196 - 30 de juny de 1213 mort)
- San Rinaldo, O.S.B. † (1213 - 9 de febrer de 1217 mort)
- Pelagio Pallavicino † (1217 - 1228 mort)
- Costanzo † (1228 - ?)
- Bevegnato Capucci † (1230 - 1233 mort)
- Guido Negusanti † (26 de novembre de 1233 - ?)
  - Egidio † (18 de desembre de 1243 - 1248 mort) (administrador apostòlic)
  - Berardo Merganti † (1248 - 1254 mort) (administrador apostòlic)
- Beat Filippo Oderisi, O.S.B. † (1254 - 1285 mort)
- Fidemondo † (6 d'agost de 1285 - finals de 1287 mort)
- Beat Giovanni Antignani † (24 d'agost de 1288 - 1327 ? mort)
- Beat Alessandro Vincioli, O.F.M. † (17 de novembre de 1327 - 1363 mort)
- Luca Ridolfucci Gentili † (21 de juliol de 1363 - 18 de gener de 1389 mort)
  - Giovanni Nocario, O.F.M. † (20 d'abril de 1379 - ?) (antibisbe)
- Cinzio † (4 de maig de 1389 - de desembre de 1403 mort)
- Andrea da Montefalco, O.F.M. † (4 de gener de 1404 - 17 de març de 1419 mort)
- Tommaso Morganti, O.Cist. † (17 de març de 1419 - 1437 mort)
- Antonio Bolognini † (19 de març de 1438 - 31 d'agost de 1444 nomenat bisbe de Foligno)
- Giovanni Marcolini, O.F.M. † (6 de novembre de 1444 - 1465 mort)
- Antonio Viminale † (1465 - 1470 mort)
- Giacomo Minutoli † (12 d'octubre de 1472 - 17 d'agost de 1476 nomenat bisbe d'Agde)
- Giovanni Cerretani † (17 d'agost de 1476 - de juliol de 1492 mort)
- Giacomo Breuquet † (31 d'agost de 1492 - 25 de maig de 1498 mort)
- Matteo Baldeschi † (28 de maig de 1498 - 28 de juliol de 1508 nomenat bisbe de Perusa)
- Ludovico Clodio † (28 de juliol de 1508 - de juliol de 1514 mort)
- Varino Favorino, O.S.B. † (30 d'octubre de 1514 - 1 de maig de 1537 mort)
- Angelo Colucci † (1 de maig de 1537 - 1545 dimití)
- Girolamo Mannelli † (15 de juny de 1545 - 21 de febrer de 1592 mort)
- Roberto Pierbenedetti † (4 de març de 1592 - 4 de juny de 1604 mort)
- Virgilio Fiorenti † (27 de juny de 1605 - 9 de desembre de 1644 mort)
- Orazio Giustiniani, C.O. † (16 de gener de 1645 - 16 de febrer de 1646 dimití)
- Mario Montani † (25 de juny de 1646 - 31 de desembre de 1668 mort)
- Giovanni Battista Amati † (5 d'agost de 1669 - d'octubre de 1689 mort)
- Marco Battista Battaglini † (17 d'abril de 1690 - 8 de juny de 1716 nomenat bisbe de Cesena)
- Alessandro Borgia † (1 de juliol de 1716 - 20 de novembre de 1724 nomenat arquebisbe de Fermo)
- Giovanni Battista Chiappé, O.S.H. † (20 de novembre de 1724 - de març de 1768 mort)
- Francesco Lorenzo Massajoli † (19 de setembre de 1768 - 6 d'octubre de 1800 mort)
- Francesco Luigi Piervissani † (22 de desembre de 1800 - 15 de gener de 1848 mort)
- Francesco Agostini † (14 d'abril de 1848 - 4 de febrer de 1861 mort)
- Antonio Maria Pettinari, O.F.M. † (21 de desembre de 1863 - 18 de novembre de 1881 nomenat arquebisbe d'Urbino)
- Rocco Anselmini † (27 de març de 1882 - d'agost de 1910 mort)
- Nicola Cola † (26 d'agost de 1910 - 2 de gener de 1915 nomenat bisbe de Nocera i Gualdo)

Bisbes de Nocera i Gualdo
- Nicola Cola (2 de gener de 1915 - 14 d'abril de 1940 mort)
- Domenico Ettorre † (1 de juliol de 1940 - 31 d'octubre de 1943 mort)
- Costantino Stella † (18 de gener de 1945 - 5 de juliol de 1950 nomenat arquebisbe de L'Aquila)
- Giuseppe Pronti † (1 de gener de 1951 - 3 de febrer de 1974 mort)
- Dino Tomassini † (12 de desembre de 1974 - 30 de juliol de 1980 mort)
- Sergio Goretti † (14 de desembre de 1980 - 30 de setembre de 1986 nomenat bisbe d'Assís-Nocera Umbra-Gualdo Tadino)

Bisbes d'Assís-Nocera Umbra-Gualdo Tadino
- Sergio Goretti † (30 de setembre de 1986 - 19 de novembre de 2005 retirat)
- Domenico Sorrentino, des del 19 de novembre de 2005

## Demografia
A finals del 2012, l'arxidiòcesi tenia 84.300 batejats sobre una població de 88.600 persones, equivalent al 95,1% del total.
| any                                       | població | població | població | sacerdots | sacerdots       | sacerdots       | sacerdots             | diaques | religiosos | religiosos | parròquies |
| ----------------------------------------- | -------- | -------- | -------- | --------- | --------------- | --------------- | --------------------- | ------- | ---------- | ---------- | ---------- |
| any                                       | batejats | total    | %        | total     | clergat secular | clergat regular | batejats por sacerdot | diaques | homes      | dones      |            |
| bisbat d'Assís                            |          |          |          |           |                 |                 |                       |         |            |            |            |
| 1905                                      | 28.500   | ?        | ?        | 189       | 64              | 125             | 151                   |         | ?          | ?          | 35         |
| 1950                                      | 34.653   | 34.653   | 100,0    | 172       | 52              | 120             | 201                   |         | 154        | 480        | 36         |
| 1959                                      | 42.442   | 42.442   | 100,0    | 161       | 40              | 121             | 263                   |         | 220        | 465        | 37         |
| 1970                                      | 45.000   | 45.000   | 100,0    | 177       | 42              | 135             | 254                   |         | 165        | 539        | 37         |
| 1980                                      | 59.500   | 60.000   | 99,2     | 155       | 38              | 117             | 383                   |         | 188        | 534        | 37         |
| bisbat de Nocera Umbra i Gualdo Tadino    |          |          |          |           |                 |                 |                       |         |            |            |            |
| 1950                                      | 60.320   | 60.320   | 100,0    | 138       | 98              | 40              | 437                   |         | 63         | 227        | 82         |
| 1970                                      | 43.000   | 43.000   | 100,0    | 122       | 80              | 42              | 352                   |         | 54         | 180        | 85         |
| 1980                                      | 40.315   | 40.350   | 99,9     | 97        | 66              | 31              | 415                   |         | 37         | 138        | 85         |
| bisbat d'Assís-Nocera Umbra-Gualdo Tadino |          |          |          |           |                 |                 |                       |         |            |            |            |
| 1990                                      | 75.000   | 75.400   | 99,5     | 217       | 78              | 139             | 345                   | 1       | 273        | 570        | 63         |
| 1999                                      | 77.000   | 78.000   | 98,7     | 204       | 66              | 138             | 377                   | 4       | 243        | 359        | 63         |
| 2000                                      | 77.000   | 78.000   | 98,7     | 193       | 64              | 129             | 398                   | 4       | 234        | 259        | 62         |
| 2001                                      | 77.000   | 78.000   | 98,7     | 187       | 65              | 122             | 411                   | 4       | 213        | 309        | 62         |
| 2002                                      | 77.500   | 78.000   | 99,4     | 204       | 65              | 139             | 379                   | 4       | 229        | 490        | 63         |
| 2003                                      | 78.300   | 80.050   | 97,8     | 226       | 68              | 158             | 346                   | 5       | 244        | 416        | 63         |
| 2004                                      | 78.500   | 80.730   | 97,2     | 204       | 65              | 139             | 384                   | 5       | 220        | 420        | 63         |
| 2006                                      | 81.000   | 84.850   | 95,5     | 208       | 65              | 143             | 389                   | 7       | 224        | 419        | 63         |
| 2012                                      | 84.300   | 88.600   | 95,1     | 208       | 67              | 141             | 405                   | 8       | 218        | 472        | 63         |

### Bisbat d'Assís
- Francesco Lanzoni, Le diocesi d'Italia dalle origini al principio del secolo VII (an. 604), vol. I, Faenza 1927, pp. 461–480 (italià)
- Giuseppe Cappelletti, Le Chiese d'Italia dalla loro origine sino ai nostri giorni, Venècia 1846, vol. V, pp. 71–193 (italià)
- Pius Bonifacius Gams, Series episcoporum Ecclesiae Catholicae, Leipzig 1931, pp. 697–699(llatí)
- Konrad Eubel, Hierarchia Catholica Medii Aevi, vol. 1 Arxivat 2019-07-09 a Wayback Machine., pp. 112–113; vol. 2 Arxivat 2018-10-04 a Wayback Machine., p. 97; vol. 3 Arxivat 2019-03-21 a Wayback Machine., pp. 120–121; vol. 4 Arxivat 2018-10-04 a Wayback Machine., p. 97; vol. 5, p. 101; vol. 6, p. 102(llatí)

### Bisbat de Nocera i de Tadinum
- Francesco Lanzoni, Le diocesi d'Italia dalle origini al principio del secolo VII (an. 604), vol. I, Faenza 1927, pp. 453–456 e 483-484 (italià)
- Giuseppe Cappelletti, Le Chiese d'Italia dalla loro origine sino ai nostri giorni, Venècia 1846, vol. V, pp. 9–37 e 40-43 (italià)
- Pius Bonifacius Gams, Series episcoporum Ecclesiae Catholicae, Leipzig 1931, pp. 709–710 (llatí)
- Konrad Eubel, Hierarchia Catholica Medii Aevi, vol. 1 Arxivat 2019-07-09 a Wayback Machine., p. 377; vol. 2 Arxivat 2018-10-04 a Wayback Machine., p. 205; vol. 3 Arxivat 2019-03-21 a Wayback Machine., p. 261; vol. 4 Arxivat 2018-10-04 a Wayback Machine., p. 262; vol. 5, pp. 293–294; vol. 6, p. 315 (llatí)